# Top Esports
Top Esports ou TES, anteriormente Topsports Gaming, é uma organização chinesa de esporte eletrônicofundada em 21 de dezembro de 2017 pela comércio de roupas esportiva Topsports. Sua divisão de League of Legends compete pela League of Legends Pro League, o mais alto nível profissinal do jogo no país.

## História
A marca Topsports Gaming foi lançada em 21 de dezembro de 2017 pela empresa de roupas esportivas Topsports, que adquiriu a vaga da DAN Gaming na LPL. O primeiro torneio da equipe foi a Demacia Cup 2017, onde ficou em 9º/15º lugar depois de perder para a Suning Gaming na terceira rodada.

### 2018
A Topsports foi membro da conferência leste da LPL durante a Etapa de Primavera de 2018, ficando em sétimo lugar com um recorde de 3–16. Para a Etapa de Verão de 2018, a Topsports foi transferida para a conferência oeste, onde ficou em terceiro lugar com um recorde de 10–9, se classificando para os playoffs. A equipe perdeu na primeira rodada para a Royal Never Give Up. A Topsports foi uma das oito equipes que participaram do National Electronic Sports Tournament 2018 (NEST 2018), ficando em segundo lugar após perder para a JD Gaming nas finais. Este resultado qualificou a Topsports para a Demacia Cup Winter 2018, onde ficou em segundo lugar novamente depois de perder para a Invictus Gaming nas finais.

### 2019
Durante a pré-temporada da Etapa de Primavera da LPL 2019, a organização mudou sua escalação principal, a nova lineup era compsota pelo top laner Bai "369" Jiahao, o jungler Xiong "Xx" Yulong, o mid laner Zhuo "Knight" Ding, o ad Carry Lee "LokeN" Dong-wook e suporte Nam “Ben” Dong-hyun. A equipe terminou em terceiro na etapa regular com um recorde de 11–4 e em 4º nos playoffs depois de perder para a IG nas semifinais e para a FunPlus Phoenix na partida pelo terceiro lugar. No NEST 2019, a Topsports colocou em campo sua escalação de trainees e ficou em quinto a oitavo depois de perder para Edward Gaming nas quartas de final.
Em 15 de maio de 2019, foi anunciado que Topsports Gaming foi renomeado para Top Esports. A Top Esports ficou em segundo lugar na etapa regular do segundo split da LPL 2019 e em terceiro nos playoffs depois de vencer na partida pelo terceiro lugar a Bilibili Gaming . A equipe não conseguiu se classificar para o Campeonato Mundial de 2019 depois de perder por pouco para a Invictus Gaming na última rodada da LPL Regional Finals daquele ano. Xx deixou a equipe em 15 de dezembro de 2019 e foi substituído pelo veterano da LMS Hung "Karsa" Hao-hsuan. Ben e LokeN seguiram o exemplo logo depois e foram substituídos por Zhang “QiuQiu” Ming e Liang “yuyanjia” Jiayuan e Ying “Photic” Qishen respectivamente. A Top Esports perdeu para a Vici Gaming nas semifinais da Demacia Cup 2019 e ficou entre o quinto e o oitavo lugar.

### 2020
Durante a etapa regular da Etapa de Verão da LPL 2020, a Top Esports fez experiências entre QiuQiu e yuyanjia na função de suporte e originalmente pretendia iniciar o ex-jogador da Invictus Gaming e campeão mundial Yu "JackeyLove" Wenbo como seu bot laner. No entanto, devido à duração do contrato de JackeyLove, ele não pôde jogar até perto do final da etapa regular, com Photic mantendo seu papel como bot laner inicial do Top Esports até então. Mesmo assim, a Top Esports terminou em quarto lugar na temporada regular com um recorde de 11–5. Depois de derrotar a Team WE e Invictus Gaming nas quartas de final e semifinais, respectivamente, a TES chegou à sua primeira final da LPL. Depois de uma série acirrada, o Top Esports perdeu para a JD Gaming e terminou em vice-campeonato.
Devido à Pandemia COVID-19, o Mid-Season Invitational 2020 e substituído pelo Mid-Season Streamathon, um evento de transmissão ao vivo online apresentando vários torneios e partidas de espetáculo. Um dos torneios online realizados foi a Mid-Season Cup, apresentando os quatro melhores times da LPL e LCK. Top Esports foi selecionado para o Grupo A junto com FunPlus Phoenix, Damwon Gaming e T1 . A equipe terminou em segundo lugar no grupo, avançando para a fase eliminatória. Nas semifinais, a Top Esports atropelou a Gen.G, passando para as finais, onde derrotou o FunPlus Phoenix para conquistar a Mid-Season Cup.
A TES não fez nenhuma alteração na escalação antes da Etada de Verão da LPL 2020, mesmo que tenha feito experiências com QiuQiu na bot lane. A equipe terminou em primeiro lugar na temporada regular e foi despedida nas semifinais, onde derrotou a Suning. Depois de outra série acirrada contra a JDG nas finais, A Top Esports conseguiu derrotar seus maiores rivais, conquistando seu primeiro título da LPL e se classificando para o Campeonato Mundial de 2020 como a primeira cabeça-de-chave da LPL.

## Elenco atual
Predefinição:Esports roster header

Predefinição:Esports player
Predefinição:Esports player
Predefinição:Esports player
Predefinição:Esports player
Predefinição:Esports player
Predefinição:Esports player

Predefinição:Esports roster footer